# Krojaček Hlaček
Krojaček Hlaček je literarni lik, ki se pojavi v treh kratkih sodobnih pravljicah avtorja Leopolda Suhodolčana, in sicer Krojaček Hlaček, Z vami se igra krojaček Hlaček ter Kam se je skril krojaček Hlaček.

## O liku
Književna oseba s svojim znanjem in iznajdljivostjo marsikomu pomaga iz stiske. Ima nadnaravno moč in v trenutku najde rešitev za prav vsak problem. V pravljicah se kaže problematika sodobnega sveta, kot npr. dejstvo, da se otroci nimajo kje igrati, saj je drevesa v mestih nadomestil beton. Krojaček Hlaček v želji, da bi se otrokom bolje godilo, najde enostavno rešitev prav za vsak problem. Rešitve ne doseže s pomočjo sodobnih pripomočkov ali nadnaravnih sil, kakor je navadno v večini pravljic, temveč jih rešuje na čisto preprost način, največkrat kar s šivalnimi pripomočki. Izdelal je avtomobil iz otroškega vozička, kolesa pa nadomestil z velikimi gumbi - tak avtomobil vozi brez bencina in brez plina, Tinku in njegovi mami, ki sta bila brez strehe nad glavo, pa je sezidal hišo iz gumbov ... 
Lik krojačka Hlačka je zasnovan na prijateljstvu in pomoči drugim (vedno pomaga svojim trem prijateljem - stranskim književnim osebam - Bredi, Binetu in Borku ter drugim, ki jih morda prvič sreča na cesti). Krojaček Hlaček predstavlja način življenja, ki bi bil pravičen do vseh, brez slabih ljudi in brez škodoželjnosti. Ne zanika, da resnično življenje ni vedno tako, a poudari, da se je vredno z dobroto na preprost način temu upreti ter doseči srečo.

## Odlomek
Odlomek, ki ponazarja dobroto krojačka Hlačka iz pravljice Z vami se igra krojaček Hlaček:
»Krojaček Hlaček je zagledal spomenik telovadca, ki je metal disk. »O, tega pa gotovo pošteno zebe,« si je prikimal krojaček in slekel plašč ter ga oblekel telovadcu. Srečal je tudi spomenik vojaka, ki je bil brez kape. »Gotovo jo je izgubil v boju, «si je dejal krojaček Hlaček, »in zdaj ga zebe v glavo.« Pa si je snel svojo toplo kapo in jo posadil na glavo vojaku. Kmalu zatem se je ustavil še pri spomeniku deklici, ki je s svojim labodom hitela skozi park. »Glej jo, sredi najhujše zime je brez rokavic,« je pomislil krojaček Hlaček in še tisti hip na dekličine roke nataknil svoje rokavice. Ko pa je prispel že skoraj na konec parka, je nenadoma uzrl drobno deklico brez plašča, rokavic in kape. V mrazu se je naslanjala na obcestno svetilko in tiho ihtela. Tedaj je krojaček Hlaček stekel k spomenikom, k telovadcu, vojaku in deklici z labodom, se jim nasmehnil, nato pa jim je slekel plašč, vzel kapo in rokavice, jim še enkrat pokimal v pozdrav pa spet pohitel k deklici ter ji prijazno dejal: »Vsi trije so mi rekli, naj to raje podarim tebi.«
(Suhodolčan, L., Z vami se igra krojaček Hlaček)

## Izdaje
- Pravljica Krojaček Hlaček je bila izdana kot samostojna knjiga, slikanica leta 1970, 1972, 1975, 1979, 1980 in 1991.
- Pravljica Kam se je skril krojaček Hlaček je izšla leta 1974.
- Pravljica Z vami se igra krojaček Hlaček je izšla leta 1982.

Vse tri knjige so izšle pri založbi Mladinska knjiga v Ljubljani, ilustrirala in opremila pa jih je Marlenka Stupica.